# ملعب تويوتا (تكساس)
ملعب تويوتا (بالإنجليزية: Toyota Stadium)‏ هو ملعب مخصص لكرة القدم بسعة 20.500 مقعد، تم بناؤه وامتلاكه من قبل مدينة فريسكو بولاية تكساس. يُعتبر هذا الملعب، الملعب الرئيسي لنادي دالاس الذي يلعب في الدوري الأمريكي لكرة القدم، الذي انتقل من ملعب القطن في وسط دالاس، ومدرسة فريسكو المستقلة لألعاب كرة القدم في المدرسة الثانوية. وهو أيضاً المقر المستقبلي لقاعة مشاهير كرة القدم الوطنية ومن المتوقع الانتهاء منها في شتاء 2018.

## وصلات خارجية
- الموقع الرسمي
- Toyota Stadium (Texas) at StadiumDB.com